# Siemion Mirkin
Siemion Zacharowicz Mirkin (ros. Семён Захарович Миркин, ur. 1901 we wsi Antonowka w guberni mohylewskiej, zm. 21 stycznia 1940) – funkcjonariusz radzieckich służb specjalnych, kapitan bezpieczeństwa państwowego.

## Życiorys
Urodził się w rodzinie żydowskiej. Od czerwca 1917 do marca 1918 służył w rosyjskiej armii, a od lipca 1918 do maja 1921 w Armii Czerwonej, od 1919 należał do RKP(b), od kwietnia do grudnia 1920 był słuchaczem szkoły partyjnej i wyższych kursów partyjnych Północno-Kaukaskiego Okręgu Wojskowego. Od czerwca 1921 do sierpnia 1922 był pełnomocnikiem do walki z bandytyzmem Wydziału Specjalnego Czeki/GPU 22 Dywizji Piechoty, od sierpnia 1922 do stycznia 1924 pomocnikiem pełnomocnika Wydziału Kontrwywiadowczego i pełnomocnikiem Wydziału Wschodniego Pełnomocnego Przedstawicielstwa OGPU Południowego Wschodu, a od stycznia 1924 do 1926 pełnomocnikiem Wydziału Wschodniego, szefem oddziału, pełnomocnikiem Wydziału Kontrwywiadowczego i p.o. zastępcy szefa Adygejskiego Obwodowego Oddziału GPU, 1926-1927 uczył się na wieczorowym fakultecie robotniczym w Krasnodarze. W 1927 był słuchaczem wyższych kursów OGPU, od maja 1927 do października 1930 był szefem Wydziału Tajnego i Kontrwywiadowczego Czeczeńsko-Groznieńskiego Oddziału GPU, od października 1930 do października 1931 był szefem Wydziału Specjalnego Czeczeńskiego Obwodowego Oddziału GPU, a od 6 października 1931 do października 1933 szefem Czerkieskiego Obwodowego Oddziału GPU. Od października do grudnia 1933 był zastępcą szefa Wydziału Politycznego Adygejskiej Stanicy Maszynowo-Traktorowej ds. OGPU, od grudnia 1933 do 10 lipca 1934 pomocnikiem szefa Północnoosetyjskiego Obwodowego Oddziału GPU, a od lipca 1934 do lipca 1937 zastępcą szefa Zarządu NKWD Północnoosetyjskiego Obwodu Autonomicznego, 31 stycznia 1936 otrzymał stopień kapitana bezpieczeństwa państwowego. W lipcu-sierpniu 1937 był zastępcą ludowego komisarza, a od 13 sierpnia 1937 do 21 stycznia 1939 ludowym komisarzem spraw wewnętrznych Północnoosetyjskiej ASRR. Był deputowanym do Rady Najwyższej ZSRR 1 kadencji. 19 grudnia 1937 został odznaczony Orderem Czerwonej Gwiazdy.
W styczniu 1939 został aresztowany, a w styczniu 1940 skazany na śmierć przez Wojskowe Kolegium Sądu Najwyższego ZSRR i rozstrzelany.